# Архимандрит Данило (Марковић)
Данило Марковић (Чаири код Трстеника, 2. јула 1785 — Манастир Љубостиња, 20. август 1875) био је архимандрит Српске православне цркве и старешина манастира Љубостиње.

## Биографија
Архимандрит Данило (Марковић) рођен је 2. јула 1785. године у селу Чаири, код Трстеника, од честитих родитеља.
Међу љубостињским братством Данило се први пут помиње 1858. године, као јеромонах. Познато је да је за време архимандрита Јанићија (Мачужића) Данило био економ, те је стекао искуство у управљању манастирском имовином. Међутим, после Мачужићеве смрти на чело братства долази архимандрит Макарије (Милојевић), а Марковић остаје да обавља дужност економа. Тек после Милојевићеве смрти Данило постаје игуман — 9. јануара 1871. године.
Игуман Марковић остао је упамћен као добар домаћин, вредан радник и веома предузимљив монах. Севастијан Путник бележи да је био осредњи духовник. Занимао се за воћарство и виноградарство, те је Љубостињи обезбедио нове поседе под воћем — првенствено шљивике и винограде. Један од његових винограда назива се по њему Даниловац, и налази се у селу Богдању. Поред тога, обновио је и све манастирске воденице.
Неколико месеци пре своје смрти, Марковић је Љубостињи поклонио велики крст од сребра, који су Аустријанци украли за време Првог светског рата.
Упокојио се 20. августа 1875. године у Манастиру Љубостињи где је и сахрањен.